# Orgia (obraz Williama Hogartha)
Orgia lub Scena w tawernie (ang. The Tavern Scene) – obraz angielskiego malarza Williama Hogartha, będący częścią cyklu ośmiu obrazów, znanych pod nazwą Kariera rozpustnika lub Kariera marnotrawcy, wykonanych w latach 1732–1733.
Obrazy stworzone przez Hogartha stanowiły ilustracje do drukowanej w 1734 roku historii fikcyjnego bohatera Toma Rakewella (Tom Rozpustnik) i jego upadku moralnego. Jako syn bogatego kupca, po którym odziedziczył spadek, przebywał w Londynie, gdzie trwonił majątek na hulaszcze życie, zabawy z prostytutkami i hazard. Finał jego zabaw miał miejsce w więzieniu Fleet, a ostatecznie w szpitalu Bethlem (Bedlam).

## Opis obrazu

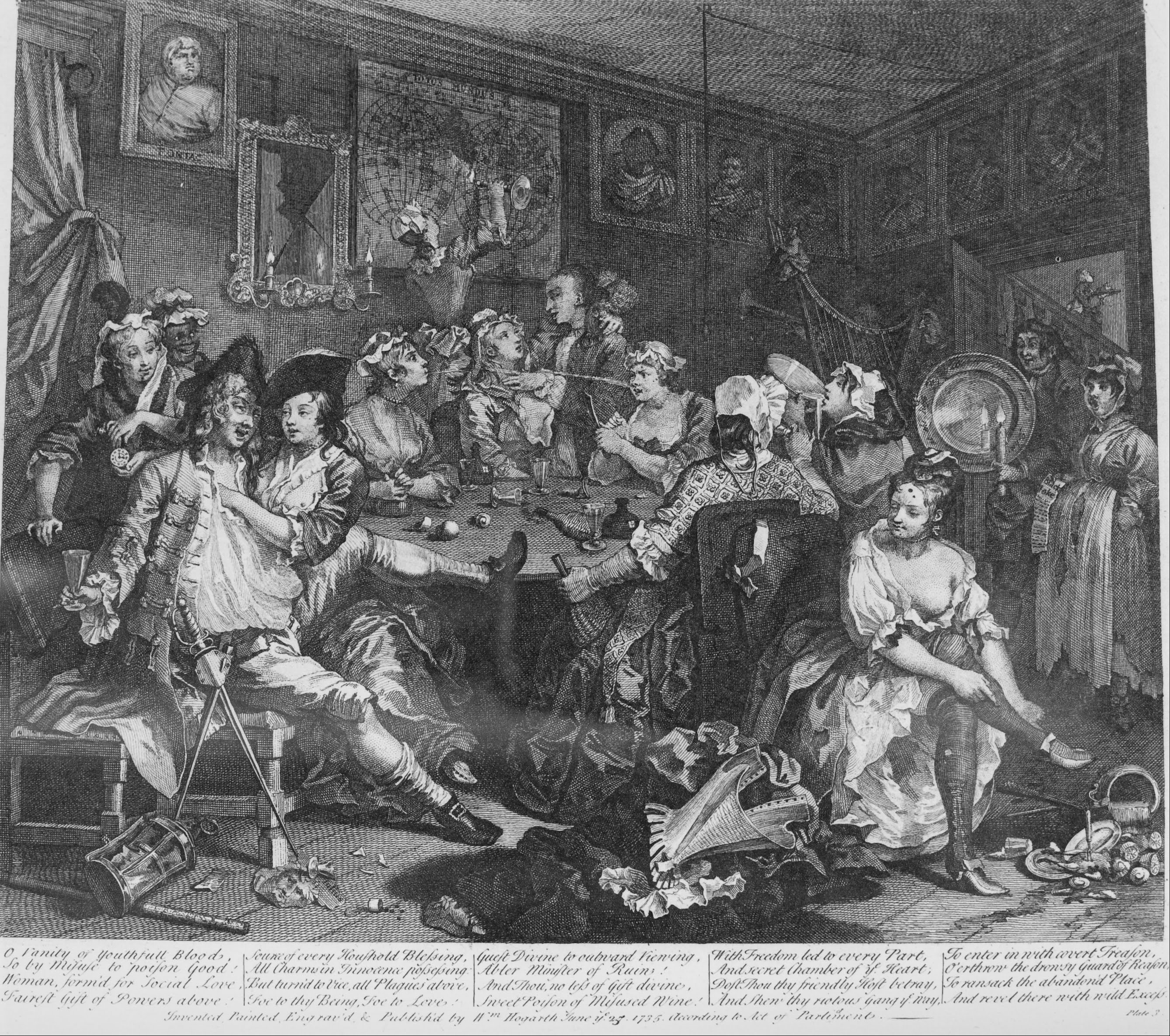
Rycina, 1735

Scena w tawernie jest trzecią w kolejności ilustracją początku upadku Toma Rakewella. Pełna zamętu scena rozgrywa się nad ranem (skradziony zegarek wskazuje godzinę trzecią) w gospodzie, a zarazem w domu publicznym Rose Tavern przy Drury Lane w Covent Garden, na co wskazuje napis na jednym z namalowanych półmisków. Pijany Tom siedzi swobodnie rozciągnięty w fotelu, ze szpadą zwisającą u boku i z nogą na stole. Otoczony jest prostytutkami; dwie z nich okradają go pod pozorem zalotów. U dołu obrazu znajduje się drążek i latarnia uliczna, co ma wskazywać na jego nocne uliczne wędrówki. Z prawej strony siedzi prostytutka prezentująca swoje wdzięki. Na dalszym planie, w drzwiach ukazana została uliczna piosenkarka. Na ścianie wisi mapa świata, a obok podobizny rzymskich cesarzy oraz innych cenionych postaci. Obrazy są poniszczone i porozrzucane po podłodze, co ma wskazywać na upadek wszelkich wartości. Rozbite lustro również może mieć znaczenie symboliczne i zapowiadać nadchodzące nieszczęście. Hogarth w scenie w tawernie ukazuje zepsucie młodego człowieka, jego upadek moralny; tak przedstawiony motyw miał piętnować zepsucie angielskiego społeczeństwa.

## Proweniencja
W 1802 roku William Beckford cykl ośmiu obrazów Hogartha wystawił na sprzedaż w domu aukcyjnym Christie. Zostały sprzedane za 570 gwinei, a ich właścicielem został John Soane. Dzieła trafiły do rezydencji Soane’a, Pitzhanger Manor House, a następnie (od 1810 roku) znajdowały się w londyńskiej kamienicy na Lincoln’s Inn Fields w Holborn. Po przekształceniu kamienicy w Sir John Soane’s Museum obrazy udostępniono publiczności. Ryciny są własnością londyńskiej galerii sztuki Tate.